# 4712 Iwaizumi
4712 Iwaizumi је астероид главног астероидног појаса. Приближан пречник астероида је 28,75 ,
а средња удаљеност астероида од Сунца износи 3,153 астрономских јединица (АЈ).
Инклинација (нагиб) орбите у односу на раван еклиптике је 12,169 степени, а орбитални период износи 2044,994 дана (5,598 година). Ексцентрицитет орбите астероида износи 0,130.
Апсолутна магнитуда астероида износи 10,90 а геометријски албедо 0,093.
Астероид је откривен 25. августа 1989. године.